# 青森県立六戸高等学校
青森県立六戸高等学校（あおもりけんりつ ろくのへこうとうがっこう）は、青森県上北郡六戸町にあった県立高等学校である。2022年度末に閉校し、近隣高校と共に三本木農業恵拓高校に統合された。

## 設置学科
- 普通科

## 沿革
- 1980年（昭和55年）
  - 1月7日 - 校地造成工事着手。
  - 3月24日 - 青森県議会第141回定例第一号議案の議決により、校舎建築のための予算が成立。
  - 4月1日 - 青森県立十和田工業高等学校内に六戸高等学校開設準備室を設置。
  - 8月29日 - 校章図案完成。
  - 9月26日 - 校舎第一期工事着手。
  - 9月27日 - 女子制服完成。
  - 12月1日 - 県教育委員会第383定例会により、六戸高等学校設置が議決。
- 1981年（昭和56年）
  - 1月19日 - 校旗完成。
  - 3月4日 - 校歌完成。
  - 4月1日 - 開校。
  - 4月7日 - 第一回入学式と開校式を挙行。第一回入学生は、男子56名・女子79名の計135名。
- 2021年（令和3年） - 三本木農業惠拓高校新設のため募集停止。
- 2023年（令和5年）3月31日 - 閉校。同日をもって、六戸高校同窓会も解散した。なお、本校が行ってきた『ビオトープ活動』は、NPO法人「ろくのへ自然塾」へ引き継がれる。
- 2024年（令和6年）3月31日 - この日をもって、ホームページ閉鎖。

## 部活動
- 運動部
  - 野球、バスケットボール、陸上競技、硬式テニス、バレーボール、バドミントン、弓道、空手道、ゴルフ、
- 文化部
  - 茶華道、コンピュータ、芸術、吹奏楽、JRC、出版委員会

## アクセス
- 青い森鉄道線三沢駅からバスで15分
- 六戸町民バスの「六戸高校前」バス停下車。
  - 運行系統などは、六戸町ホームページを参照。

## 著名な出身者
- 中村弘二：ミュージシャン（元SUPERCAR）

## 参考資料
- 『六戸町史 下巻』（六戸町・平成5年3月31日発行）「第10編 教育・第7章 現代の教育」の1162頁から1168頁「第五節 六戸高等学校の創立」